# Vitale da Gaza
Vitale nacque probabilmente a Gaza in Palestina attorno al 625; viene ricordato anche con il nome di Vitale da Alessandria, dalla città dove svolse altra sua particolare missione. Visse gran parte della sua vita come monaco nella città di Gaza. 
All'età di sessant'anni si trasferì ad Alessandria d'Egitto, dove svolse un particolare tipo di apostolato,  riportato dalla tradizione cristiana: di giorno mendicava per raccogliere i soldi per poi pagare una notte con una prostituta, appartatosi con la quale, pregava e cercava di convincerla a cambiare vita e a convertirsi a Cristo. Molte di tali donne cambiavano effettivamente vita e divenivano brave spose e madri. 
Il vescovo della città, giunto a conoscenza dello strano comportamento del monaco, ne rimase scandalizzato e ne chiese l'imprigionamento. Ma le donne che si erano convertite grazie al monaco si riunirono sotto la casa del vescovo protestando finché quegli non fu scarcerato. 
Vitale venne ucciso da un lenone. 
Dopo la sua morte si rinvenne uno scritto in cui il santo diceva:

## Culto
La Chiesa cattolica lo festeggia l'11 gennaio mentre quella ortodossa il 22 aprile.